# Goya a la millor pel·lícula
El Premi Goya a la millor pel·lícula és un dels 28 Premis Goya entregats anualment.

## Nominats i guanyadors

### Dècada del 2020
| Guanyador             | Candidats                                                                                   | |
| XXXIX edició - 2025   | XXXIX edició - 2025                                                                         | XXXIX edició - 2025 |
| --------------------- | ------------------------------------------------------------------------------------------- | --- |
|                       |                                                                                             | - Casa en flames - El 47 - La estrella azul - La infiltrada - Segundo premio |
| XXXVIII edició - 2024 |                                                                                             | |
|                       | La sociedad de la nieve de Belén Atienza Azcona, Juan Antonio Bayona i Sandra Hermida Muñiz | - 20.000 espècies d'abelles – Lara Izagirre Garizurieta, Valérie Delpierre - Cerrar los ojos – Agustín Bossi, Cristina Zumárraga, José Alba, Maximiliano Lasansky, Odile Antonio-Baez, Pablo E. Bossi, Pol Bossi, Víctor Erice - Saben aquell – Edmon Roch, Jaime Ortiz de Artiñano - Un amor – Marisa Fernández Armenteros, Sandra Hermida Muñiz |
| XXXVII edició - 2023  |                                                                                             | |
|                       | As bestas                                                                                   | - Alcarràs - Cinco lobitos - La maternal - Modelo 77 |
| XXXVI edició - 2022   |                                                                                             | |
|                       | El buen patrón                                                                              | - Maixabel - Madres paralelas - Mediterráneo - Libertad |
| XXXV edició - 2021    |                                                                                             | |
|                       | Las niñas                                                                                   | - La boda de Rosa - Sentimental - Adú - Ane |
| XXXIV edició - 2020   |                                                                                             | |
|                       | Dolor y gloria de Pedro Almodóvar                                                           | - Intemperie de Benito Zambrano - La trinchera infinita d'Aitor Arregi, Jon Garaño, i Jose Mari Goenaga - O que arde d'Oliver Laxe - Mientras dure la guerra d'Alejandro Amenábar |

### Dècada del 2010
| Guanyador            | Candidats                                            | |
| XXXIII edició - 2019 | XXXIII edició - 2019                                 | XXXIII edició - 2019 |
| -------------------- | ---------------------------------------------------- | --- |
|                      | Campeones de Javier Fesser                           | - Carmen y Lola de Arantxa Echevarría - El reino de Rodrigo Sorogoyen - Entre dos aguas de Isaki Lacuesta - Todos lo saben de Asghar Farhadi                                 |
| XXXII edició - 2018  |                                                      | |
|                      | La librería d'Isabel Coixet                          | - El autor de Manuel Martín Cuenca - Estiu 1993 de Carla Simón - Handia d'Aitor Arregi i Jon Garaño - Verónica de Paco Plaza                                                 |
| XXXI edició - 2017   |                                                      | |
|                      | Tarde para la ira de Raúl Arévalo                    | - El hombre de las mil caras de Alberto Rodríguez - Julieta de Pedro Almodóvar - Que Dios nos perdone de Rodrigo Sorogoyen - Un monstre em ve a veure de Juan Antonio Bayona |
| XXX edició - 2016    |                                                      | |
|                      | Truman de Cesc Gay                                   | - A cambio de nada de Daniel Guzmán - La novia de Paula Ortiz Álvarez - Nobody Wants the Night d'Isabel Coixet                                                               |
| XXIX edició - 2015   |                                                      | |
|                      | La isla mínima d'Alberto Rodríguez                   | - El Niño de Daniel Monzón - Loreak de Jon Garaño i Jose Mari Goenaga - Magical Girl de Carlos Vermut - Relatos salvajes de Damián Szifron                                   |
| XXVIII edició - 2014 |                                                      | |
|                      | Vivir es fácil con los ojos cerrados de David Trueba | - 15 años y un día de Gracia Querejeta - Caníbal de Manuel Martín Cuenca - La gran familia española de Daniel Sánchez Arévalo - La herida de Fernando Franco                 |
| XXVII edició - 2013  |                                                      | |
|                      | Blancaneu de Pablo Berger                            | - El artista y la modelo de Fernando Trueba - Grupo 7 d'Alberto Rodríguez - The Impossible de Juan Antonio Bayona                                                            |
| XXVI edició - 2012   |                                                      | |
|                      | No habrá paz para los malvados d'Enrique Urbizu      | - Blackthorn de Mateo Gil - La piel que habito de Pedro Almodóvar - La voz dormida de Benito Zambrano                                                                        |
| XXV edició - 2011    |                                                      | |
|                      | Pa negre d'Agustí Villaronga                         | - Balada triste de trompeta d'Álex de la Iglesia - Buried de Rodrigo Cortés - También la lluvia d'Icíar Bollaín                                                              |
| XXIV edició - 2010   |                                                      | |
|                      | Celda 211 de Daniel Monzón                           | - Agora d'Alejandro Amenábar - El baile de la Victoria de Fernando Trueba - El secreto de sus ojos de Juan José Campanella                                                   |

### Dècada del 2000
| Guanyador           | Candidats                                       | |
| XXIII edició - 2009 | XXIII edició - 2009                             | XXIII edició - 2009 |
| ------------------- | ----------------------------------------------- | --- |
|                     | Camino de Javier Fesser                         | - Los crímenes de Oxford d'Álex de la Iglesia - Los girasoles ciegos de José Luis Cuerda - Sólo quiero caminar d'Agustín Díaz Yanes   |
| XXII edició - 2008  |                                                 | |
|                     | La soledad de Jaime Rosales                     | - El orfanato de Juan Antonio Bayona - Siete mesas de billar francés de Gracia Querejeta - Las 13 rosas d'Emilio Martínez Lázaro      |
| XXI edició - 2007   |                                                 | |
|                     | Volver de Pedro Almodóvar                       | - Alatriste d'Agustín Díaz Yanes - El laberinto del fauno de Guillermo del Toro - Salvador (Puig Antich) de Manuel Huerga             |
| XX edició - 2006    |                                                 | |
|                     | La vida secreta de les paraules d'Isabel Coixet | - 7 vírgenes d'Alberto Rodríguez - Obaba de Montxo Armendáriz - Princesas de Fernando León de Aranoa                                  |
| XIX edició - 2005   |                                                 | |
|                     | Mar adentro d'Alejandro Amenábar                | - La mala educación de Pedro Almodóvar - Roma d'Adolfo Aristarain - Tiovivo c. 1950 de José Luis Garci                                |
| XVIII edició - 2004 |                                                 | |
|                     | Te doy mis ojos d'Icíar Bollaín                 | - My Life Without Me d'Isabel Coixet - Planta 4ª d'Antonio Mercero - Soldados de Salamina de David Trueba                             |
| XVII edició - 2003  |                                                 | |
|                     | Los lunes al sol de Fernando León de Aranoa     | - El otro lado de la cama d'Emilio Martínez Lázaro - En la ciudad sin límites d'Antonio Hernández - Hable con ella de Pedro Almodóvar |
| XVI edició - 2002   |                                                 | |
|                     | The Others d'Alejandro Amenábar                 | - Juana la Loca de Vicente Aranda - Lucía y el sexo de Julio Medem - Sin noticias de Dios d'Agustín Díaz Yanes                        |
| XV edició - 2001    |                                                 | |
|                     | El Bola d'Achero Mañas                          | - La comunidad, d'Álex de la Iglesia - Leo, de José Luis Borau - You're the One (una historia de entonces), de José Luis Garci        |
| XIV edició - 2000   |                                                 | |
|                     | Todo sobre mi madre de Pedro Almodóvar          | - Cuando vuelvas a mi lado de Gracia Querejeta - La lengua de las mariposas de José Luis Cuerda - Solas de Benito Zambrano            |

### Dècada del 1990
| Guanyador          | Candidats                                                            | |
| XIII edició - 1999 | XIII edició - 1999                                                   | XIII edició - 1999 |
| ------------------ | -------------------------------------------------------------------- | --- |
|                    | La niña de tus ojos de Fernando Trueba                               | - Abre los ojos d'Alejandro Amenábar - Barrio de Fernando León de Aranoa - El abuelo de José Luis Garci                                                            |
| XII edició - 1998  |                                                                      | |
|                    | La buena estrella de Ricardo Franco                                  | - Martín (Hache) d'Adolfo Aristarain - Secretos del corazón de Montxo Armendáriz                                                                                   |
| XI edició - 1997   |                                                                      | |
|                    | Tesis d'Alejandro Amenábar                                           | - Bwana d'Imanol Uribe - El perro del hortelano de Pilar Miró |
| X edició - 1996    |                                                                      | |
|                    | Nadie hablará de nosotras cuando hayamos muerto d'Agustín Díaz Yanes | - Boca a boca de Manuel Gómez Pereira - El día de la bestia d'Álex de la Iglesia                                                                                   |
| IX edició - 1995   |                                                                      | |
|                    | Días contados d'Imanol Uribe                                         | - Canción de cuna de José Luis Garci - La pasión turca de Vicente Aranda                                                                                           |
| VIII edició - 1994 |                                                                      | |
|                    | Todos a la cárcel de Luis García Berlanga                            | - Intruso de Vicente Aranda - Sombras en una batalla de Mario Camus                                                                                                |
| VII edició - 1993  |                                                                      | |
|                    | Belle Époque de Fernando Trueba                                      | - El maestro de esgrima, de Pedro Olea - Jamón, jamón, de Bigas Luna                                                                                               |
| VI edició - 1992   |                                                                      | |
|                    | Amantes de Vicente Aranda                                            | - Don Juan en los infiernos, de Gonzalo Suárez - El rey pasmado, d'Imanol Uribe                                                                                    |
| V edició - 1991    |                                                                      | |
|                    | ¡Ay, Carmela! de Carlos Saura                                        | - ¡Átame!, de Pedro Almodóvar - Las cartas de Alou, de Montxo Armendáriz                                                                                           |
| IV edició - 1990   |                                                                      | |
|                    | El sueño del mono loco de Fernando Trueba                            | - El mar y el tiempo de Fernando Fernán Gómez - El niño de la luna, d'Agustí Villaronga - Esquilache, de Josefina Molina - Montoyas y Tarantos, de Vicente Escrivá |

### Dècada de 1980
| Guanyador         | Candidats                                                   | |
| III edició - 1989 | III edició - 1989                                           | III edició - 1989 |
| ----------------- | ----------------------------------------------------------- | --- |
|                   | Mujeres al borde de un ataque de nervios de Pedro Almodóvar | - Diario de invierno, de Francisco Regueiro - El túnel, d'Antonio Drove - Espérame en el cielo, d'Antonio Mercero - Remando al viento, de Gonzalo Suárez |
| II edició - 1988  |                                                             | |
|                   | El bosque animado de José Luis Cuerda                       | - Divinas palabras, de José Luis García Sánchez - El Lute: camina o revienta, de Vicente Aranda                                                          |
| I edició - 1987   |                                                             | |
|                   | El viaje a ninguna parte de Fernando Fernán Gómez           | - 27 horas, de Montxo Armendáriz - La mitad del cielo, de Manuel Gutiérrez Aragón                                                                        |